# THE 鑑識官
『THE 鑑識官』（ザ・かんしきかん）は、トムキャットシステムが開発し、ディースリー・パブリッシャーより発売された、SIMPLE 2000シリーズ第70作目の推理アドベンチャーゲーム。同社より発売の『THE 推理』、『THE 裁判』、『THE 爆弾処理班』などと世界観を共有している。
その後、ニンテンドーDS用ソフトとして2本の続編が発売されている。

## 概要
姉妹作である『THE 推理』シリーズと同様に、1時間程度のプレイでクリアできるような短編シナリオを8～10収録しており、親しみやすいキャラクターたちとの掛け合いと推理が楽しめるようになっている。
『THE 推理』がネットを通じて送られてきたり検索したりした証拠のみを使い、主人公は事務所の外に出ることのないのに対し、本シリーズはタイトルどおり主人公が鑑識官として現場に出向いて証拠品の収集を行い、オフィスに持ち帰った証拠品を科研専門課スタッフに鑑定してもらいつつ捜査を進行するのが特徴である。

## シリーズ
SIMPLE 2000シリーズ Vol.70 THE 鑑識官
2005年2月17日発売。PlayStation 2用ソフト。
SIMPLE DSシリーズ Vol.8 THE 鑑識官 〜緊急出動!事件現場をタッチせよ!〜
2006年5月25日発売。ニンテンドーDS用ソフト。
SIMPLE DSシリーズ Vol.15 THE 鑑識官2 〜新たなる8つの事件をタッチせよ〜
2007年5月31日発売。ニンテンドーDS用ソフト。
- ゲーム内の時系列は発売順につながりがあるが、前作をプレイしていなくとも支障がないつくりとなっている。
- PlayStation 2版ではキャラクターの声はフルボイスだったが、DS版ではタイトルコールや掛け声などを除いて音声はない。
- DS版ではタッチパネルやマイクを使った捜査をするシーンが入っている。
- このゲームは全年齢対象だがPS2版では「暴力シーンやグロテスクな表現が含まれています」との警告マークがついている。

THE 鑑識官 モバイル旅情編 〜甲斐の国 彷徨える蝶〜
2009年4月1日配信開始。携帯電話用アプリソフト。

@SIMPLE DLシリーズ Vol.21 THE 鑑識官 〜File.1 緊急捜査!重要証拠をタッチせよ!〜
2013年10月30日配信開始。ニンテンドー3DS用ダウンロードソフト。
DS版1作目の1〜4話と新作シナリオ1話を収録。
@SIMPLE DLシリーズ Vol.23 THE 鑑識官 〜File.2 緊急出動!落ちたホシを追え!〜
2013年11月27日配信開始。ニンテンドー3DS用ダウンロードソフト。
DS1作目からの5〜8話と新作シナリオ1話を収録。
- ダウンロード版では上画面の表示がニンテンドー3DSにあわせたサイズ、仕様に変更されたほか、識子のボイス及び一部の効果音がカットされる等の変更がなされた。

## あらすじ
今よりほんの少しの未来。日本の司法改革によって半民・半官の捜査機関である科学捜査研究所（通称「科研」）が設立された。組織として事件を担当する警察の鑑識とは別に、1人の鑑識捜査官が1つの事件を担当し、自身の責任を持って捜査する米国的なシステムである。
全国に13箇所ある科研のひとつ「南東京市科学捜査研究所」は、能力としては優秀だがアクの強い面々の集まった科研。ここの新人鑑識捜査官である江波識子は、パートナーである査之介や鑑太、科研所属の専門家と協力し、様々な事件を捜査することとなる。

## 主な登場人物
声優はPlayStation 2版のもの。
江波 識子（えなみ しきこ）声：木村亜希子
熱血系の新米鑑識捜査官そして主人公。科研への就職のために上京した際、死んだ祖父の住んでいた小さな家に一人住まいすることになったが、その物件は幽霊とネコマタつきだった。好きなものはプロレス観戦、嫌いなものは怖い話。射撃は苦手。
捜査官としての腕前は優秀で、決してあきらめずに捜査を続け、最終的には真相を見つけ出している。解決した事件には国家規模のもの（テロや警察上層部がらみの事件など）もあり、警視総監賞を授与されたこともある。また、提出した論文が認められて、国費留学生としてアメリカの検死官達の憧れである通称死体農場に2年間留学の話が出た事もある。
『THE 爆弾処理班』でカメオ出演しているが、爆弾処理班の主人公であるバートには査之介が見えないので「一人でブツブツ会話をしている危ない女」という描写であった。
江波 査之介（えなみ さのすけ）声：楠田敏之
江波家に代々伝わる十手に宿っている同心の幽霊。波長が合う子孫である識子と出会うまで長い間眠っていたため現代のことには疎いが、生前の経験から識子に対し的確なアドバイスを与える。その姿を目撃した遠山によると「眉目秀麗」との事。基本的に憑依している十手からは離れられないため、十手そのものが盗難や紛失等の理由により識子から物理的に離れてしまった場合には、姿を見ることも会話をすることも出来なくなる。また、識子以外の人間に干渉する事はほぼ出来ないが、一瞬だけ相手に乗り移る、微弱な念を送る、十手の金属音を鳴らすなど、制約はあるもののある程度の能力は使用出来る。生前の好物は冷や麦だった。
鑑太（かんた）声：大原めぐみ
江戸時代より江波家に居ついているネコマタ。猫又であるため尻尾は二本ある。生意気な性格だが、その神通力と天神様といった超常関係への顔の広さはかなりのもの。識子以外の前では普通の猫のふりをしている。体が小さくかつ非常に頑丈であることから、しばしば識子に体を張った無茶な肉体労働（遠くへ放り投げられる等）を頼まれるが、文句を言いながらも付き合っている。好物は刺身、干物等の魚介類全般（特にマグロが大好物）とビール。必殺技は爪で攻撃する『ネコマタクロー』。
D3のサイトにあるPS2版の紹介ページ画面写真では製品版とは全く違うデザインの鑑太が登場している。
岩原所長（いわはらしょちょう）声：上別府仁資
南東京市科学捜査研究所所長。怒ると怖い“カミナリおやじ”で、説教がとても長い、識子の苦手な上司。しかし鉄道や埋蔵金やUMAなどの“男のロマン”は大好き。家庭では大の愛妻家という一面も持つ。
古畑博士（ふるはたはかせ）
法医課担当官。科研と提携する大学の所属で、世界的に有名な法医学者。検死を依頼する際に識子（＝プレイヤー）の知識を試すような質問をしてくることも。「週に一度は検死をした方がいい」と発言するほど検死に対する情熱は凄まじく、死体の傍で食事をしたり、検死の話をしながら食事をするのも好きなようである。
芦茂 伊作（あしも いさく）
化学課担当官。SF作家としても活躍する化学者。女性好きで、識子に対しても事あるごとに口説いてくるのだが、ほとんど相手にされていない。しかし人間としてはいい人であり、鑑定の腕も確かなため信頼はされている。隕石マニア。
かんこさん
情報課担当官。科研の情報データベースコンピューターの擬似人格（擬人）で、一昔前の銀行のATMの画面に出てくるような容姿ではあるが機能は優秀。
車 早太郎（くるま はやたろう）声：川原慶久
交通課担当官。非常勤で、本業は自動車メーカーの営業マン。交通事故検分などを担当し、自動車やバイクから船舶まで、ありとあらゆる乗り物の知識をもつ。礼儀正しく人当たりはいいのだが、同僚に自社の自動車の購入を持ちかけてくるのが玉に瑕。
指宿 シモーヌ（いぶすき シモーヌ）声：鈴木菜穂子
指紋課担当官。指紋のほか掌紋、足跡、声紋の鑑定、印章鑑定など、様々な個人、個体識別鑑定を担当する。タイとフランスと日本の血が混じったナイスバディの女性。モデルにスカウトされたこともある。フランス人の先祖は、指紋捜査をいち早く取り入れたことで有名な大泥棒にして名探偵アルセーヌ・ルパン。
物部 理太郎（ものべ りたろう）声：林毅史
物理課担当官。本業は大学の講師で物性物理の講義を担当。いつも論文に追われており多忙なためややぶっきらぼうではあるが、根は親切。物理以外にも様々な知識を持っている。また、捜査に役立つ機器の発明をする事もある。パズルに詳しい。歴史マニアという顔も持つ。
植木 虫介（うえき ちゅうすけ）声：岩橋直哉
生物課担当官。有名な昆虫学者であり、生物全般に詳しい。肩にヒラタクワガタを載せ、額にルーペをかけている。無邪気な性格で虫に関する話題に目がない、昔の少年を大人にしたような人。しょっちゅう虫取りに出かけてしまうため、無断欠勤や遅刻が多く、南東京科研職員の中では遅刻・欠勤率第一位である。
遠山・ゴールディ・桜（とおやま・ゴールディ・さくら）
DS版第1作より登場の心理課担当官で、通称「金ちゃん」。13歳でアメリカの大学を卒業してそのまま科研に研修生としてやってきた。大卒ではあるものの、庶民のことを学びたいという理由から、日本では中学校に通っている。先祖は遠山の金さんで、「この桜の髪止めにかけて……」というのが決め台詞。犯罪心理学以外にも多彩な知識を身につけている才媛。霊感があるのか、時々、査之介の姿が見えることがあるようで、その整った容姿に好意を抱いているようである（識子は亡くなった恋人という事にしてごまかした）。代々警察犬や救助犬として活躍した血統であり、麻薬探知犬として訓練されている、シッキーと言う犬を飼っている。
江波 徹子（えなみ てつこ）声：大田詩織
南東京市警察署の署長で警視正。識子の叔母で、プライベートでは優しいが仕事が絡むと厳しい「鉄の女」。元々は『THE 推理』に登場するキャラクター。
寒川 怜（さむかわ れい）声：米村千冬
南東京市警察署所属の敏腕女刑事。識子と仲がいい。クールな性格ではあるが、人情話に弱く、ノリの良い一面もある。また、極度の味オンチの疑いがある。
『THE 爆弾処理班』に偽名を使い潜入捜査中の彼女がゲスト出演している。
クラリス・タニザキ
第2作に登場。ヘンリー大学人類学科で博士号を取得した、世界最高クラスの法医学者の女性。